# Sao tương tự Mặt Trời

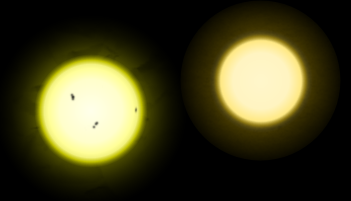
Hình minh họa này so sánh Mặt Trời lớn hơn và nóng hơn một chút (trái) so với Tau Ceti.

Sao kiểu Mặt Trời, sao tương tự Mặt Trời và sao song sinh Mặt Trời (tiếng Anh: solar-type star, solar analog và solar twin) là những ngôi sao đặc biệt giống với Mặt Trời. Các ngôi sao này có ý nghĩa quan trọng khi chúng giúp các nhà thiên văn hiểu rõ hơn về đặc tính của Mặt Trời so với các ngôi sao khác và khả năng sinh sống trên các hành tinh.

## Sự tương đồng với Mặt Trời
Việc xác định ba loại theo sự giống nhau của các ngôi sao đó với Mặt Trời phản ánh sự phát triển của các kỹ thuật quan sát thiên văn. Ban đầu, solar-type (sao kiểu Mặt Trời) là loại gần giống với Mặt Trời nhất có thể được xác định. Sau đó, các kỹ thuật đo lường chính xác hơn và cùng sự cải tiến của các đài quan sát cho phép các chi tiết chính như nhiệt độ có độ chính xác cao hơn, cho phép tạo ra phân loại solar analog (sao tương tự Mặt Trời) cho các ngôi sao đặc biệt giống với Mặt Trời. Sau đó, những cải tiến liên tục về độ chính xác đã cho phép tạo ra phân loại solar twin (sao song sinh Mặt Trời).
Khi một ngôi sao có sự tương đồng với Mặt Trời, các nhà thiên văn sẽ có thể kiểm tra các đại lượng dẫn xuất – chẳng hạn như nhiệt độ, được lấy từ chỉ mục màu – so với Mặt Trời, ngôi sao duy nhất có nhiệt độ được biết một cách chắc chắn. Đối với những ngôi sao không giống với Mặt Trời, các nhà thiên văn không thể thực hiện kiểm tra chéo.

### Sao kiểu Mặt Trời
Những ngôi sao này có sự tương đồng với Mặt Trời. Chúng là những sao dãy chính có màu B−V nằm trong khoảng từ 0,48 đến 0,80. Mặt Trời có màu B−V là 0,65. Ngoài ra, có thể sử dụng định nghĩa dựa trên loại quang phổ, chẳng hạn như F8V đến K2V, tương ứng với màu B−V từ 0,50 đến 1,00. Định nghĩa này phù hợp với khoảng 10% số sao, vì vậy danh sách sao kiểu Mặt Trời sẽ khá phong phú.
Bảng sau đây cho thấy các sao kiểu Mặt Trời trong vòng 50 năm ánh sáng gần như thỏa mãn các tiêu chí đối với sao tương tự Mặt Trời (màu B−V nằm trong khoảng từ 0,48 đến 0,80) dựa trên các phép đo hiện tại (Mặt Trời được liệt kê để so sánh):
| Định danh        | Tọa độ J2000      | Tọa độ J2000      | Khoảng cách (ly) | Phân loại sao | Nhiệt độ (K) | Độ kim loại (dex) | Tuổi (Gyr) | Chú thích                 |
| Định danh        | Xích kinh         | Xích vĩ           | Khoảng cách (ly) | Phân loại sao | Nhiệt độ (K) | Độ kim loại (dex) | Tuổi (Gyr) | Chú thích                 |
| ---------------- | ----------------- | ----------------- | ---------------- | ------------- | ------------ | ----------------- | ---------- | ------------------------- |
| Mặt Trời         | —                 | —                 | 0,0000158        | G2V           | 5.778        | +0,00             | 4,6        | [ 6 ]                     |
| Alpha Centauri A | 15h 49m 36.49400s | −60° 50′ 02.3737″ | 4,37             | G2V           | 5.790        | +0,20             | 4,4        | [ 8 ] [ 9 ] [ 10 ] [ 11 ] |
| Alpha Centauri B |                   |                   | 4,37             | K0V           | 5.260        |                   | 4,4        |                           |
| Epsilon Eridani  | -09h 27m 29.7s    | 03° 32′ 55.8″     | 10,4             | K2V           | 5.084        | −0,13             | 0,4–0,8    |                           |
| Tau Ceti         | 01h 44m 04.1s     | −15° 56′ 15″      | 11,9             | G8V           | 5.344        | −0,52             | 5,8        | [ 14 ]                    |
| 82 Eridani       | 03h 19m 55.7s     | −43° 04′ 11.2″    | 19,8             | G8V           | 5.338        | −0,54             | 6,1        | [ 16 ]                    |
| Delta Pavonis    | 20h 08m 43.6s     | −66° 10′ 55″      | 19,9             | G8IV          | 5.604        | +0,33             | ~7         | [ 18 ]                    |
| V538 Aurigae     | 05h 41m 20.3s     | +53° 28′ 51.8″    | 39,9             | K1V           | 5.257        | −0,20             | 3,7        | [ 16 ]                    |
| HD 14412         | 02h 18m 58.5s     | −25° 56′ 45″      | 41,3             | G5V           | 5.432        | −0,46             | 9,6        | [ 16 ]                    |
| HR 4587          | 12h 00m 44.3s     | −10° 26′ 45.7″    | 42,1             | G8IV          | 5.538        | +0,18             | 8,5        | [ 16 ]                    |
| HD 172051        | 18h 38m 53.4s     | −21° 03′ 07″      | 42,7             | G5V           | 5.610        | −0,32             | 4,3        | [ 16 ]                    |
| 72 Herculis      | 17h 20m 39.6s     | +32° 28′ 04″      | 46,9             | G0V           | 5.662        | −0,37             | 5          | [ 16 ]                    |
| HD 196761        | 20h 40m 11.8s     | −23° 46′ 26″      | 46,9             | G8V           | 5.415        | −0,31             | 6,6        | [ 18 ]                    |
| Nu² Lupi         | 15h 21m 48.1s     | −48° 19′ 03″      | 47,5             | G4V           | 5.664        | −0,34             | 10,3       | [ 18 ]                    |

### Sao tương tự Mặt Trời
Những ngôi sao này tương tự về mặt trắc quang với Mặt Trời và có những đặc điểm sau:
- Nhiệt độ trong vòng 500 K so với Mặt Trời (5.278 đến 6.278 K).
- Độ kim loại bằng 50–200% (± 0,3 dex) so với Mặt Trời, nghĩa là đĩa tiền hành tinh của ngôi sao đó sẽ có lượng bụi tương tự mà từ đó các hành tinh có thể hình thành.
- Không có sao đồng hành thân thiết (chu kỳ quỹ đạo quanh khối tâm từ mười ngày trở xuống), bởi vì một sao đồng hành như vậy sẽ kích thích hoạt động của sao.

Sao tương tự Mặt Trời không đáp ứng các tiêu chí chặt chẽ hơn của sao song sinh Mặt Trời. Bảng sau đây cho thấy các sao tương tự Mặt Trời trong vòng 50 năm ánh sáng và theo thứ tự khoảng cách tăng dần (Mặt Trời được liệt kê để so sánh):
| Định danh              | Tọa độ J2000  | Tọa độ J2000   | Khoảng cách (ly) | Phân loại sao | Nhiệt độ (K) | Độ kim loại (dex) | Tuổi (Gyr) | Chú thích |
| Định danh              | Xích kinh     | Xích vĩ        | Khoảng cách (ly) | Phân loại sao | Nhiệt độ (K) | Độ kim loại (dex) | Tuổi (Gyr) | Chú thích |
| ---------------------- | ------------- | -------------- | ---------------- | ------------- | ------------ | ----------------- | ---------- | --------- |
| Mặt Trời               | —             | —              | 0,0000158        | G2V           | 5.778        | +0,00             | 4,6        | [ 6 ]     |
| Sigma Draconis         | 19h 32m 21.6s | +69° 39′ 40″   | 18,8             | G9–K0V        | 5.297        | −0,20             | 4,7        | [ 27 ]    |
| Beta Canum Venaticorum | 12h 33m 44.5s | +41° 21′ 27″   | 27,4             | G0V           | 5.930        | −0,30             | 6,0        | [ 16 ]    |
| 61 Virginis            | 13h 18m 24.3s | −18° 18′ 40″   | 27,8             | G5V           | 5.558        | −0,02             | 6,3        | [ 18 ]    |
| Zeta Tucanae           | 00h 20m 04.3s | –64° 52′ 29″   | 28,0             | F9,5V         | 5.956        | −0,14             | 2,5        | [ 14 ]    |
| Beta Comae Berenices   | 13h 11m 52.4s | +27° 52′ 41″   | 29,8             | G0V           | 5.970        | −0,06             | 2,0        | [ 16 ]    |
| 61 Ursae Majoris       | 11h 41m 03.0s | +34° 12′ 06″   | 31,1             | G8V           | 5.483        | −0,12             | 1,0        | [ 16 ]    |
| HR 511                 | 01h 47m 44.8s | +63° 51′ 09″   | 32,8             | K0V           | 5.333        | +0,05             | 3,0        | [ 16 ]    |
| Alpha Mensae           | 06h 10m 14.5s | –74° 45′ 11″   | 33,1             | G5V           | 5.594        | +0,10             | 5,4        | [ 14 ]    |
| HD 69830               | 08h 18m 23.9s | −12° 37′ 56″   | 40,6             | K0V           | 5.410        | −0,03             | 10,6       | [ 14 ]    |
| HD 10307               | 01h 41m 47.1s | +42° 36′ 48″   | 41,2             | G1,5V         | 5.848        | −0,05             | 7,0        | [ 16 ]    |
| HD 147513              | 16h 24m 01.3s | −39° 11′ 35″   | 42,0             | G1V           | 5.858        | +0,03             | 0,4        | [ 18 ]    |
| 58 Eridani             | 04h 47m 36.3s | −16° 56′ 04″   | 43,3             | G3V           | 5.868        | +0,02             | 0,6        | [ 14 ]    |
| 47 Ursae Majoris       | 10h 59m 28.0s | +40° 25′ 49″   | 45,9             | G1V           | 5.954        | +0,06             | 6,0        | [ 14 ]    |
| Psi Serpentis          | 15h 44m 01.8s | +02° 30′ 54.6″ | 47,8             | G5V           | 5.683        | 0,04              | 3,2        | [ 41 ]    |
| HD 84117               | 09h 42m 14.4s | –23° 54′ 56″   | 48,5             | F8V           | 6.167        | −0,03             | 3,1        | [ 14 ]    |
| HD 4391                | 00h 45m 45.6s | –47° 33′ 07″   | 48,6             | G3V           | 5.878        | −0,03             | 1,2        | [ 14 ]    |
| 20 Leonis Minoris      | 10h 01m 00.7s | +31° 55′ 25″   | 49,1             | G3V           | 5.741        | +0,20             | 6,5        | [ 16 ]    |
| Nu Phoenicis           | 01h 15m 11.1s | –45° 31′ 54″   | 49,3             | F8V           | 6.140        | +0,18             | 5,7        | [ 14 ]    |
| 51 Pegasi              | 22h 57m 28.0s | +20° 46′ 08″   | 50,9             | G2,5IVa       | 5.804        | +0,20             | 7,0        | [ 14 ]    |

### Sao song sinh Mặt Trời

Phân loại quang phổ Morgan–Keenan của các ngôi sao. Loại sao phổ biến nhất trong vũ trụ là sao loại M, 76%. Mặt Trời là một ngôi sao dãy chính loại G (G2V) 4,6 tỷ năm tuổi. Chỉ 7,6% số sao là sao loại G.

Cho đến nay, không có sao song sinh Mặt Trời nào khớp chính xác với Mặt Trời được tìm thấy. Tuy nhiên, có một số ngôi sao gần như rất giống với Mặt Trời và được các thành viên của cộng đồng thiên văn coi là sao song sinh Mặt Trời. Một sao song sinh Mặt Trời chính xác sẽ là một ngôi sao G2V với nhiệt độ bề mặt 5.778 K (5.505 °C), 4,6 tỷ năm tuổi, với độ kim loại chính xác và độ biến thiên độ sáng Mặt Trời là 0,1%. Những ngôi sao này có độ tuổi 4,6 tỷ năm và đang ở trạng thái ổn định nhất. Độ kim loại, bán kính, thành phần hóa học, tốc độ quay, hoạt động từ tính và kích thước cũng rất quan trọng.
Những ngôi sao song sinh Mặt Trời giống với Mặt Trời hơn và có những đặc điểm sau:
- Nhiệt độ trong vòng 50 K so với Mặt Trời (5.728 đến 5.828 K)[a] (trong vòng 10 K so với Mặt Trời (5768–5788 K).
- Độ kim loại bằng 89–112% (± 0,05 dex) của Mặt Trời, có nghĩa là proplyd của ngôi sao sẽ có lượng bụi gần như chính xác để hình thành hành tinh.
- Không có sao đồng hành, vì Mặt Trời là một sao đơn.
- Độ tuổi trong vòng 1 tỷ năm so với Mặt Trời (3,6 đến 5,6 tỷ năm).

| Định danh  | Tọa độ J2000    | Tọa độ J2000   | Khoảng cách (ly) | Phân loại sao | Nhiệt độ (K) | Độ kim loạiy (dex) | Tuổi (Gyr) | Chú thích     |
| Định danh  | Xích kinh       | Xích vĩ        | Khoảng cách (ly) | Phân loại sao | Nhiệt độ (K) | Độ kim loạiy (dex) | Tuổi (Gyr) | Chú thích     |
| ---------- | --------------- | -------------- | ---------------- | ------------- | ------------ | ------------------ | ---------- | ------------- |
| Mặt Trời   | —               | —              | 0,0000158        | G2V           | 5.778        | +0,00              | 4,6        | [ 6 ]         |
| 18 Scorpii | 16h 15m 37.3s   | –08° 22′ 06″   | 45,1             | G2Va          | 5.433        | −0,03              | 2,9        | [ 52 ] [ 53 ] |
| HD 150248  | 16h 41m 49.8s   | –45° 22′ 07″   | 88               | G2            | 5.750        | −0,04              | 6,2        | [ 53 ]        |
| HD 164595  | 18h 00m 38.9s   | +29° 34′ 19″   | 91               | G2            | 5.810        | −0,06              | 4,5        | [ 53 ]        |
| HD 195034  | 20h 28m 11.8s   | +22° 07′ 44″   | 92               | G5            | 5.760        | −0,04              | 2,9        | [ 57 ]        |
| HD 117939  | 13h 34m 32.6s   | –38° 54′ 26″   | 98               | G3            | 5.730        | −0,10              | 6,1        | [ 53 ]        |
| HD 138573  | 15h 32m 43.7s   | +10° 58′ 06″   | 99               | G5IV–V        | 5.757        | +0,00              | 7,1        | [ 60 ]        |
| HD 71334   | 08h 25m 49.5s   | −29° 55′ 50″   | 124              | G2            | 5.701        | −0,075             | 8,1        | [ 62 ]        |
| HD 98649   | 11h 20m 51.769s | –23° 13′ 02″   | 135              | G4V           | 5.759        | −0,02              | 2,3        | [ 53 ]        |
| HD 143436  | 16h 00m 18.8s   | +00° 08′ 13″   | 141              | G0            | 5.768        | +0,00              | 3,8        | [ 65 ]        |
| HD 129357  | 14h 41m 22.4s   | +29° 03′ 32″   | 154              | G2V           | 5.749        | −0,02              | 8,2        | [ 65 ]        |
| HD 133600  | 15h 05m 13.2s   | +06° 17′ 24″   | 171              | G0            | 5.808        | +0,02              | 6,3        | [ 52 ]        |
| HD 186302  | 19h 49m 6.43s   | −70° 11′ 16.7″ | 184              | G3            | 5.675        | +0,00              | 4,5        | [ 69 ]        |
| HIP 11915  | 02h 33m 49.02s  | −19° 36′ 42.5″ | 190              | G5V           | 5.760        | −0,059             | 4,1        | [ 71 ]        |
| HD 101364  | 11h 40m 28.5s   | +69° 00′ 31″   | 208              | G5V           | 5.795        | +0,02              | 7,1        | [ 52 ] [ 73 ] |
| HD 197027  | 20h 41m 54.6s   | –27° 12′ 57″   | 250              | G3V           | 5.723        | −0,013             | 8,2        | [ 75 ]        |
| Kepler-452 | 19h 44m 00.89s  | +44° 16′ 39.2″ | 1400             | G2V           | 5.757        | +0,21              | 6,0        | [ 77 ]        |
| YBP 1194   | 08h 51m 00.8s   | +11° 48′ 53″   | 2934             | G5V           | 5.780        | +0,023             | ~ 4.2      | [ 79 ]        |

Một số ngôi sao khác đôi khi được coi là sao song sinh Mặt Trời, ví dụ như Beta Canum Venaticorum; tuy nhiên, ngôi sao này có độ kim loại quá thấp (−0,21) đối với một sao song sinh Mặt Trời. 16 Cygni B đôi khi được coi là sao song sinh Mặt Trời, nhưng nó là một phần của hệ ba sao và là rất già đối với một sao song sinh Mặt Trời (6,8 tỷ năm tuổi). Hai ứng cử viên khác của sao song sinh Mặt Trời (cùng tuổi, độ kim loại và chuyển động học) là Gaia DR2 1927143514955658880 và 1966383465746413568.

## Khả năng sinh sống tiềm năng
Một cách khác để định nghĩa sao song sinh Mặt Trời là "habstar" – một ngôi sao với những đặc điểm được cho là đặc biệt thân thiện với một hành tinh có sự sống. Các đặc điểm được xem xét bao gồm tính biến quang (variability), khối lượng, tuổi, độ kim loại và sao đồng hành thân thiết.
- Ít nhất 0,5–1 tỷ năm tuổi.
- Trên dãy chính.
- Không biến quang (non-variable).
- Có khả năng chứa các hành tinh đất đá.
- Hỗ trợ một khu vực có thể ở được ổn định.
- 0–1 ngôi sao đồng hành nhỏ.

Những sự sống kiểu như gấu nước có khả năng tồn tại trên các hành tinh quay quanh các ngôi sao nóng như B1V, với khối lượng 10 M☉, và nhiệt độ 25.000 K (24.700 °C), thời gian trên dãy chính là khoảng 20 triệu năm.